# Bergara Kirol Elkartea
El Club Deportivo Bergara es un club deportivo del  municipio de Vergara (Guipúzcoa) España. El club fue fundado en 1952. El CD Bergara es un club polideportivo con secciones de fútbol, balonmano, baloncesto y pelota vasca. El equipo de fútbol juega actualmente en la División de Honor de Guipúzcoa, anteriormente denominada Regional Preferente.

## Historia
El club fue fundado oficialmente en 1952 con el nombre de Deportivo Vergara, aunque ya venía funcionando su actividad desde un par de años antes. El primer hito importante de su historia fue la construcción del Estadio de Agorrosin, propiedad del club, donde el equipo de fútbol viene jugando desde el inicio de su historia. 
A lo largo de su historia el techo histórico del club ha sido la Tercera División española, donde ha militado un total de 13 temporadas. En la temporada 1958-59 logra el mayor éxito de su historia al ascender por primera vez a la Tercera división española. El Dep. Vergara se mantuvo 4 temporadas en la categoría, hasta descender de nuevo en 1963. A principio la década de los 80 se mantuvo también de forma continua un lustro en la categoría, descendiendo en 1986. Su última estancia en la Tercera División se remonta al bienio 1999-2001. Actualmente juega en la División de Honor de Guipúzcoa.
Durante todos estos años el jugador más famoso que ha pasado por el club ha sido el vergarés Gaztelu, que militó en el equipo de su pueblo a mediados de la década de los años 60, antes de ser fichado por la Real Sociedad. Gaztelu llegaría a ser capitán y jugador de referencia en la Real, además de haber llegado a debutar como internacional con la selección española.
Durante estos años el club ha cambiado varias veces de nombre. En 1962 adoptó el de Club Deportivo Vergara. En 1978 adoptó la denominación de Club Deportivo Bergara y finalmente en 1993 adoptó su actual denominación bilingüe, Club Deportivo Bergara/Bergara Kirol Elkartea. Actualmente suele utilizar el nombre de Bergara K.E. como denominación más habitual.

### Otros deportes
El CD Bergara es un club polideportivo. Además del fútbol posee secciones y equipos de baloncesto, balonmano y pelota vasca. En el pasado tuvo también secciones de ciclismo, atletismo, natación, ajedrez o boxeo.

## Uniforme
- Uniforme titular: Camiseta, pantalón y medias azules.

La industria tradicional de Vergara era la industrial textil. En Vergara es típica la fabricación de tejidos de un color azul mahón (llamado también azul de Vergara). Ese color azul típico de la localidad se refleja tanto en el uniforme de su club de fútbol, como en el apodo de mahoneros que reciben tanto los vergareses en general como su equipo de fútbol en particular.

## Estadio
El Estadio Polideportivo de Agorrosín, situado en Vergara fue construido en 1951, coincidiendo con la fundación del club, y ha sido siempre el campo de juego del CD Bergara. Se trata de un campo de futbol, con capacidad de 800 espectadores y es propiedad del club. (algo poco habitual en Guipúzcoa donde la mayor parte de los campos de fútbol son municipales).
El campo de juego tiene unas dimensiones de 92x52 metros y césped de hierba natural.

## Datos del club
- Temporadas en 1ª: 0
- Temporadas en 2ª: 0
- Temporadas en 2ªB: 0
- Temporadas en 3ª: 13
- Mejor puesto en la liga:

Actualmente el primer equipo milita en la División de Honor Regional, tras haber recuperado la categoría en la temporada 2008-09 tras una gran campaña. En la temporada 2008-2009 se crea un nuevo equipo de fútbol que comienza a jugar en la Primera División Regional.
- Datos: Q8347056